# مامادو کولیبالی (جودوکار)
مامادو کولیبالی (انگلیسی: Mamadou Coulibaly) جودوکار اهل مالی بود. وی در بازی‌های المپیک تابستانی ۱۹۹۲ شرکت کرده‌است.